# 1904年の政治
1904年の政治（1904ねんのせいじ）では、1904年（明治37年）の政治分野に関する出来事について記述する。

## できごと

### 1月
- 1月1日 - 近衛篤麿死去。

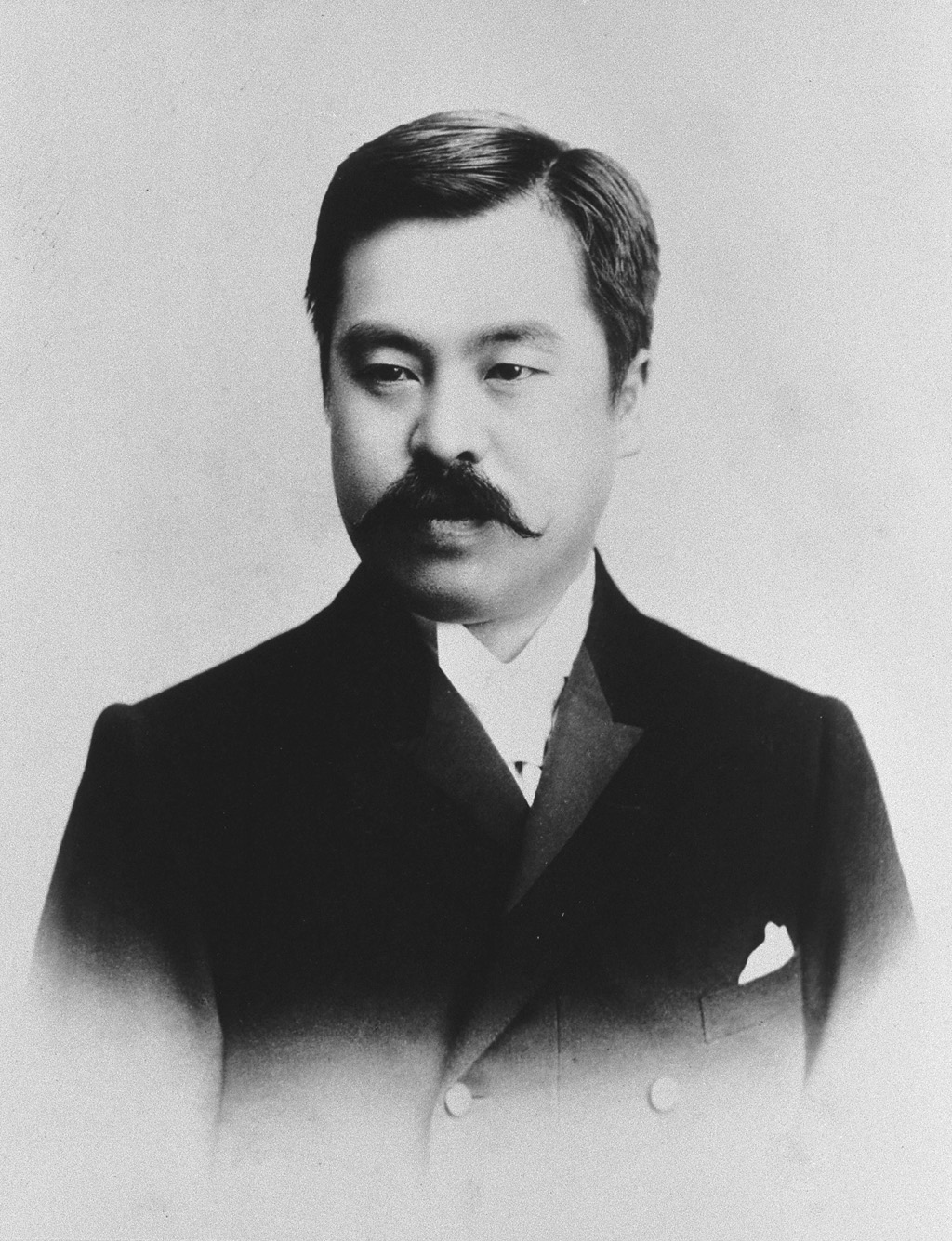
近衛篤麿

- 1月5日 - 陸海軍省、日露情勢緊迫を理由に軍機・軍略に関する事項を新聞雑誌上に掲載することを禁止する。
- 1月9日 - 文部省、徴兵猶予をしたがる学生に厳重警告。
- 1月12日 - ドイツ領南西アフリカ（現在のナミビア）でヘレロ族（コイコイ人）の大反乱。
- 1月13日 - 日本、ロシアに満州問題に関する最終解決案を提示。
- 1月14日 - 社会主義大演説会開催。「対露不戦」を決議。
- 1月23日 - 社会主義協会第1回社会主義夫人演説会を開催。
- 1月25日 - 鉄道軍事供用令公布。

### 2月
- 2月4日 - 御前会議で対露交渉打ち切りを決定。
- 2月6日 - 栗野駐在ロシア公使を通じて国交断絶を通告。
- 2月8日
  - 日本海軍の駆逐艦、旅順港のロシア極東艦隊艦艇を攻撃。
  - 仁川沖海戦。第二艦隊、露巡洋艦ヴァリャークと砲艦コレーエツを沈没。
- 2月9日 - ロシア、日本に宣戦布告。
- 2月10日 - 日本、ロシアに宣戦布告。日露戦争開戦。
- 2月11日 - 日露戦争に当たり、米英伊西の各国が局外中立を宣言。
- 2月12日 - 清国が局外中立を宣言。
- 2月13日 - パナマ、憲法採択。アメリカ合衆国の内政干渉を承認する内容。
- 2月16日 - 巡洋艦春日、日進、アルゼンチンから回航。
- 2月17日 - 戦費調達のため、ロンドン市場において英貨公債募集を決定。
- 2月23日 - 日韓議定書を締結。
- 2月24日 - 第一次旅順港閉塞作戦失敗。

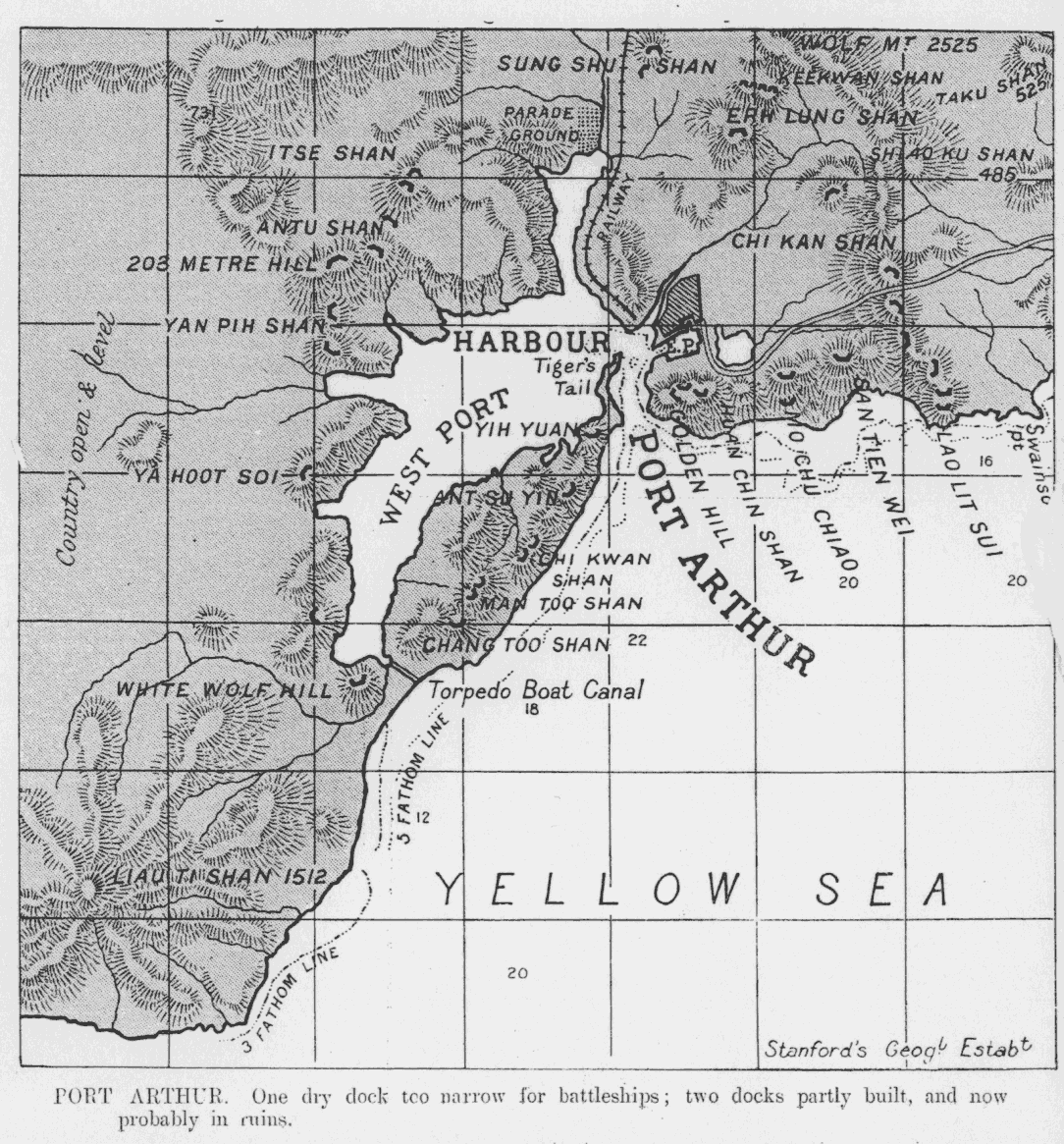
旅順周辺図

### 3月
- 3月1日 - 第9回衆議院議員総選挙。立憲政友会133議席、憲政本党90議席、帝国党19議席など。
- 3月5日 - フランスでアルフレッド・ドレフュスに対する判決の修正と補足調査の開始が決定される。
- 3月27日 - 第二次旅順港閉塞作戦。広瀬武夫中佐戦死。

### 4月
- 4月8日 - 英仏協商成立。
- 4月13日 - 露戦艦ペトロパヴロフスク触雷。ロシア太平洋艦隊司令長官ステパン・マカロフ海軍中将他、500名が戦死。
- 4月15日
  - 独伊、国際労働協約締結。
  - 戦艦初瀬、イギリスから横須賀に回航。
- 4月21日 - 日銀、臨時事件費として政府に2億3,900万円を融資。
- 4月26日 - オーストラリアで初の労働党内閣成立。
- 4月28日 - 独皇帝ヴィルヘルム2世、世界政治に介入する用意のあることを表明。
- 4月 - 煙草専売法成立。

### 5月
- 5月1日 - 黒木為楨の第一軍が鴨緑江を渡河し九連城を占領する。
- 5月5日 - 奥保鞏の第二軍、遼東半島塩大墺に上陸。
- 5月9日 - 第1回外債募集。
- 5月13日 - 慶親王、露清密約の存在を暴露。
- 5月14日 - 日本海軍、触雷により戦艦吉野、八洲、初瀬、巡洋艦宮古、駆逐艦暁、砲艦大島を喪う。
- 5月15日 - チベット、フランシス・ヤングハズバンドFrancis Younghusband大佐率いるイギリス軍に対して宣戦布告。

- 5月18日
  - 清、露清密約を破棄。
  - 韓国、露韓条約を破棄。

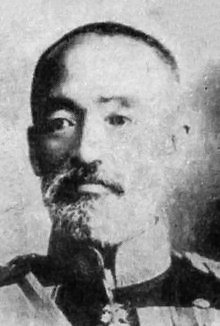
第三軍司令官乃木希典

  - 英独仏伊露など13ヵ国、白人婦女奴隷禁止条約に調印。
- 5月21日 - 政教分離問題でフランスとローマ教皇庁が対立。
- 5月31日 - 旅順攻略軍として第三軍が編成される。司令官に乃木希典が就任。

### 6月
- 6月15日 - 露第二艦隊（ウラジオストク艦隊）、玄界灘で日本側輸送船を攻撃し2隻が撃沈される。
- 6月16日 - 露フィンランド総督ニコライ・ボブリコフ将軍、フィンランド民族主義者オイゲン・シャウマンに銃撃される。翌17日死去。
- 6月20日 - 陸軍参謀総長に山縣有朋が就任。満州軍総司令部を編成。満州軍総司令官に大山巌、総参謀長に児玉源太郎がそれぞれ就任。

### 7月
- 7月2日 - 日銀、公定歩合を上げる。
- 7月5日 - 露フィンランド総督にイワン・オボレンスキー将軍が就任。
- 7月12日 - 海軍、山縣有朋に対して、旅順攻略を意見具申。
- 7月28日
  - ヴャチェスラフ・プレーヴェ露内相、サンクトペテルブルクで社会革命党（エスエル）のエゴール・サゾーノフに暗殺される。後任には穏健派のピョートル・スヴャトポルク＝ミルスキー公爵が任命される。

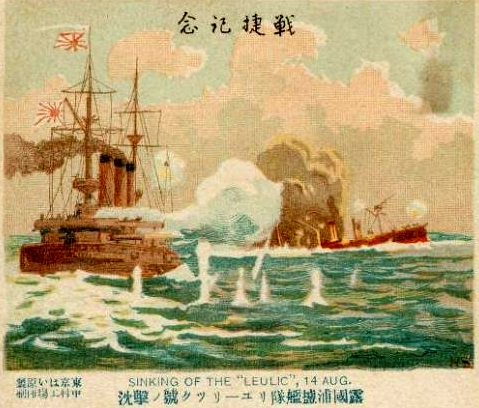
蔚山沖海戦

  - 独露通商条約調印。

### 8月
- 8月3日 - 英ヤングハズバンド遠征軍、チベットの首都ラサに侵入する。
- 8月10日 - ロシア太平洋艦隊が旅順を出航、黄海で連合艦隊と戦闘（黄海海戦）。露艦隊、戦力の半数以上を喪失する。残存艦隊は旅順に逃亡し、港から出ない状況となる。
- 8月14日
  - 第二インターナショナル第6回大会（副議長、片山潜）がオランダ、アムステルダムで開催。日露戦争反対を決議する。
  - 連合艦隊第二艦隊（上村彦之丞司令長官）、蔚山で露ウラジオストク艦隊と遭遇（蔚山沖海戦）。
- 8月15日 - 英、児童虐待禁止法成立。
- 8月17日 - 豪、労働党内閣崩壊。
- 8月19日 - 第三軍による第1回旅順総攻撃開始。
- 8月20日 - 宗谷沖海戦（コルサコフ海戦）。
- 8月22日 - 第一次日韓協約調印。
- 8月24日
  - 遼陽会戦。
  - ロシア、バルチック艦隊の極東派遣を決定する。
- 8月29日 - 日印通商条約調印。

### 9月
- 9月4日 - 日本軍、大苦戦の末、遼陽を占領する。
- 9月7日 - 英軍、チベットを占領。ラサ条約を結ぶ。
- 9月15日 - イタリア全土でゼネスト。
- 9月19日 - 第三軍、第2回旅順総攻撃。
- 9月21日 - ロンドン市場で日本公債が高騰する。
- 9月29日 - 徴兵令改正。後備兵役を5年から10年に、補充兵役を7年4ヶ月から12年4ヶ月にそれぞれ延長する。

### 10月
- 10月3日 - 仏西両国、モロッコ独立を承認する。密約でモロッコを両国で事実上分割する。
- 10月10日 - 沙河会戦。
- 10月14日 - バルチック艦隊、リバウ軍港を抜錨。
- 10月20日 - ボリビアとチリが和平条約を締結。
- 10月21日 - バルチック艦隊、北海のドッガーバンクでイギリスの漁船を誤って攻撃、漁民を殺傷する（ドッガーバンク事件）。10月29日まで艦隊は抑留される。
- 10月22日 - 露、キエフ軍管区、モスクワ軍管区で予備役召集に反対するデモが起こる。
- 10月27日 - 独露同盟交渉開始。同盟は不首尾に終わり、独はバルチック艦隊への石炭供給のみを承認する。

### 11月
- 11月8日 - 米大統領選挙。現職のセオドア・ルーズベルト大統領が再選される。
- 11月10日 - ロンドンで第2回公債募集。
- 11月12日 - 平民新聞が、幸徳秋水、堺利彦共訳「共産党宣言」を掲載し発禁処分。
- 11月16日 - 社会主義協会に結社禁止令が適用される。
- 11月19日 - サンクトペテルブルクでゼムストヴォ全国大会開催。
- 11月21日 - 米労働連盟大会で日韓労働者排斥決議。
- 11月26日 - 第三軍、第3回旅順総攻撃。
- 11月29日 - 露、サンクトペテルブルク、モスクワなどの都市で学生、労働者による戦争反対デモ。
- 11月30日 - 明治38（1905）年度予算案を衆議院に提出する。

### 12月
- 12月2日
  - 203高地の激戦、日露両軍死傷者収容を目的に一時休戦。
  - セオドア・ルーズベルト米大統領、連邦議会上院で演説し、ラテンアメリカにおける国際警察官を目指す「新モンロー主義」を発表。
- 12月5日
  - ドイツ社会民主党のベーベル、国際的孤立を招くと政府の外交政策を批判。
  - 日本軍、203高地を占領。翌6日から旅順港内のロシア艦隊を28サンチ砲で砲撃し、ロシア艦隊は全滅する。
- 12月20日 - 孫文、日本に再亡命。
- 12月21日 - ハーグで病院船に関する条約最終議定書調印。
- 12月22日 - ドッガー・バンク事件調査国際委員会、調査活動開始。
- 12月29日 - バルチック艦隊、マダガスカル島に到着。